# Emil Georgiew
Emil Iwanow Georgiew (bulgarisch Емил Иванов Георгиев; * 10. Januar 1910 in Schumen; † 1. Mai 1982 in Sofia) war ein bulgarischer Literaturhistoriker und Bruder des Linguisten Wladimir Georgiew.

## Leben
Er studierte in Sofia, Prag und Wien. Von 1947 bis 1976 war er als Professor an der Universität Sofia tätig. Ab 1977 war er Mitglied der Bulgarischen Akademie der Wissenschaften.
In seinen wissenschaftlichen Arbeiten befasste er sich mit vergleichender Literaturwissenschaft, slawischer Paläographie, der Geschichte der altbulgarischen Literatur, der Literatur der Bulgarischen Wiedergeburt und mit der Geschichte der slawischen Literaturen.
Georgiew wurde mit dem Dimitroffpreis ausgezeichnet.

## Werke (Auswahl)
- Bulgarische Beiträge zur europäischen Kultur, 1968